# Frank Mill
Frank Mill (Essen, Alemania Federal; 23 de julio de 1958-Essen, Alemania; 5 de agosto de 2025)  fue un futbolista alemán que se desempeñaba como delantero. Con la selección de fútbol de Alemania Federal jugó un Mundial, dos Eurocopas y dos Juegos Olímpicos.

### Borussia Mönchengladbach
En la temporada de 1981, el club de la Bundesliga Borussia Mönchengladbach con el entrenador Jupp Heynckes aseguró los servicios del delantero. Mill permaneció allí durante cinco años y anotó 71 goles en 153 partidos. En su primera temporada con el Borussia, formó una buena pareja de delanteros con Kurt Pinkall; ambos anotaron 29 goles en 34 partidos, con Pinkall anotando 15 goles, uno más que Mill. Sin embargo, solo fue suficiente para el séptimo lugar en la tabla. Así, no se logró el objetivo de participar en una competencia internacional. Sin embargo, el atacante rápido causó una buena impresión y fue convocado a la selección nacional por primera vez. El año siguiente fue aún peor y los Potros terminaron solo duodécimos, Mill anotó nueve goles, la menor cantidad en cinco temporadas en Mönchengladbach. Sin embargo, fue el mejor goleador, junto con el defensa Wilfried Hannes y el centrocampista y líbero Hans-Günter Bruns. [5] La temporada 1983/84 volvió a ser más exitosa. Frank Mill anotó 19 goles y llevó a su equipo al tercer lugar. Solo debido a la peor diferencia de goles se perdieron los dos primeros lugares de la Bundesliga. También llegaron a la final de la Copa DFB. Allí el equipo se enfrentó al FC Bayern de Múnich. El 1-0 de Mill en el minuto 32 fue igualado por Wolfgang Dremmler ocho minutos antes del final del partido. Después de que la prórroga tampoco produjera un ganador, la tanda de penaltis tuvo que decidir. Allí, Michael Rummenigge convirtió el último penalti a favor del Bayern. El propio Mill no disparó. [6] Con dos cuartos puestos y 16 y 13 goles en los dos años siguientes, estos también fueron bastante exitosos para Mill. Ambos años fue el mejor tirador del equipo de Mönchengladbach. En el partido de ida de los octavos de final de la Copa de la UEFA 1985/86 contra el Real Madrid, Mill marcó el 1-0 en una histórica victoria por 5-1 sobre el Real Madrid. Los verdinegro-blancos perdieron el partido de vuelta por 4-0, por lo que, a pesar del éxito en casa, se quedaron sin plaza en los cuartos de final. El entonces entrenador del Gladbach, Helmut Grashoff, culpó a Mill, entre otros, de esta eliminación, ya que descuidadamente perdió muchas oportunidades. Debido a los continuos problemas con los funcionarios del club, Mill decidió dejar el club. [7]

### Borussia Dortmund
En el verano de 1986, se mudó a Dortmund por la suma de 1,3 millones de marcos alemanes. Además de él, el club también fichó a Norbert Dickel y Thomas Helmer. Los tres jugadores se convirtieron en pilares importantes de la estructura del equipo en la temporada 1986/87. Al final de la temporada, el Borussia era cuarto, su mejor posición desde la temporada 1966/67. El trío ofensivo formado por Frank Mill (17 goles), Norbert Dickel (20 goles) y Michael Zorc (14 goles) anotó 51 de un total de 70 goles esta temporada; sus 17 goles siguieron siendo el mejor resultado de Mill para el club hasta su partida en el verano de 1994. En 1989, Mill ganó la Copa DFB con el Dortmund. En la final contra el Werder Bremen, marcó el primer gol del 2-1 y dio dos asistencias a Norbert Dickel. [8] Al final, el BVB ganó la final por 4-1. Siguió siendo el único éxito nacional para Mill. Después de marcar nueve goles en la temporada 1987/88, marcó cada vez menos goles en los años siguientes. Delanteros como Michael Rummenigge, Jürgen Wegmann, Stéphane Chapuisat y Flemming Povlsen empujaron a Mill cada vez más a la segunda división, por lo que el número de sus apariciones también disminuyó constantemente. En su último año con el Dortmund, la temporada 1993/94, disputó doce partidos y no pudo marcar. Mill también jugó solo un partido en 90 minutos, concretamente en la derrota por 1-0 contra el VfB Leipzig. [9]

### Fin de la carrera en Düsseldorf
Para tener más tiempo de juego, Mill decidió pasar a la 2ª Bundesliga en el verano de 1994 y se unió al Fortuna Düsseldorf. Con una victoria por 2-0 en la última jornada contra el Chemnitzer FC, el equipo aseguró el tercer lugar y, por lo tanto, el ascenso a la Bundesliga. Mill contribuyó con cinco goles a la promoción, lo que lo convierte en el segundo mejor atacante de Fortunen detrás de Richard Cyron (seis goles). Los mejores tiradores fueron el mediocampista Vlatko Glavaš y el defensa Ralf Voigt. Mill regresó así a la Bundesliga una vez más y marcó dos goles, en la segunda jornada contra el 1. Estos goles también fueron los últimos en una carrera profesional de casi 20 años. Al final, Düsseldorf logró mantenerse en la liga como decimotercero en la tabla y Mill terminó su carrera activa.

### Selección Nacional
Ocho meses después de su fichaje por el Borussia Mönchengladbach, el seleccionador nacional Jupp Derwall le convocó por primera vez a la selección de la DFB. Hizo su debut el 21 de marzo de 1982 en un amistoso contra Brasil, entrando como sustituto en el minuto 85 por Pierre Littbarski. Debido a una lesión en la espalda, no logró obtener una nominación para la Copa del Mundo de 1982 en España. No estuvo en el equipo para el Campeonato Europeo de Fútbol de 1984, y fue eliminado del equipo del equipo del torneo de 1986 poco antes del comienzo del torneo. En 1988, participó en el Campeonato Europeo de Alemania como suplente. En la victoria por 2-0 contra España el 17 de junio de 1988 en Múnich, entró como suplente en el minuto 85. En la semifinal contra Holanda el 21 de junio en Hamburgo, jugó los primeros 79 minutos. Jugó su último partido con la camiseta de la DFB bajo las órdenes de Franz Beckenbauer en preparación para la Copa del Mundo contra Dinamarca el 30 de mayo de 1990. En el minuto 67, fue sustituido por Uwe Bein. [12] En 1990, Mill ganó la Copa del Mundo con la selección nacional en Italia, pero no fue utilizado. Por eso dijo una vez sobre el torneo: "Soy un ganador de copa, no un campeón del mundo". Detrás de Rudi Völler, Jürgen Klinsmann y Karl-Heinz Riedle, Mill era solo el delantero número 4 de Franz Beckenbauer entrenador nacional.
Por ganar el Campeonato Mundial, recibió la Hoja de Laurel de Plata. [14]
Jugó diecisiete veces para la selección nacional de fútbol de 1982 a 1990. [15] No marcó un gol en la selección nacional. Fue utilizado doce veces como sustituto y sustituido tres veces. [16]
Participó en los Juegos Olímpicos de 1984 en Los Angeles, California, Estados Unidos y en 1988 en Corea del Sur. Con nueve partidos en los Juegos Olímpicos, es el poseedor del récord de la DFB. En 1988, el equipo que capitaneó ganó el bronce en Seúl. También es el máximo goleador de la Selección Olímpica con diez goles, marcados en partidos de clasificación y preparatorios, así como en las rondas finales (Gottfried Fuchs fue el que más goles marcó en los Juegos Olímpicos). En total, jugó 20 partidos para el equipo olímpico.

### Carrera después del fútbol
Después de completar su carrera futbolística, Mill fue entrenador del Fortuna Düsseldorf en la temporada 1996-97, pero fue despedido al final de la temporada. 
Más tarde se convirtió en empresario y dirigió la "Escuela de fútbol Frank Mill" para niños y jóvenes en toda Alemania. En estas escuelas, ex futbolistas profesionales trabajan como instructores prácticos, incluidos Uwe Bein, Maurizio Gaudino y Michael Schulz.
Mill fue miembro del equipo tradicional del Borussia Dortmund. [21]

### Muerte
En mayo de 2025, Mill sufrió un ataque masivo al corazón durante un viaje en taxi en Milán, Italia y posteriormente tuvo que ser reanimado. Más tarde fue trasladado de Milán a un hospital en Essen, Alemania donde murió el 5 de agosto de 2025, a la edad de 67 años. 

## Clubes
| Club                     | País             | Año       | Partidos | Goles |
| ------------------------ | ---------------- | --------- | -------- | ----- |
| Rot-Weiss Essen          | Alemania Federal | 1976-1981 | 120      | 74    |
| Borussia Mönchengladbach | Alemania Federal | 1981-1986 | 153      | 71    |
| Borussia Dortmund        | Alemania         | 1986-1994 | 178      | 49    |
| Fortuna Düsseldorf       | Alemania         | 1994-1996 | 55       | 7     |

## Palmarés

### Club
- Copa de Alemania: 1989

### Selección nacional
- Mundial 1990

### Individual
- Equipo Ideal de la Bundesliga de Alemania de 1986/87.